# Nervio auricular mayor
El nervio auricular mayor (nervus auricularis magnus) en latín, es una de las cuatro ramas nerviosas que forman el plexo cervical superficial. Se desprende de la segunda asa cervical, contornea el borde posterior del esternocleidomastoideo y asciende casi verticalmente hacia el pabellón auricular por detrás de la yugular externa. Cerca del ángulo de mandíbula se divide en dos ramas, una anterior y otra posterior. El ramo anterior, o aurículo-parotídeo se distribuye por la piel de la cara externa del pabellón y de la región parotídea. Dentro de la parótida puede hacer anastomosis con el facial. El ramo posterior, o aurículo-mastoideo se ramifica por la piel de la cara interna del pabellón y de la región mastoidea y a este nivel puede anastomosarse con la rama mastoidea que pertenece también al plexo cervical superficial.
- Sinónimos: Nervio occipital menor, nervio auricular posterior, nervio Auditivo posterior.
- Francés: nerf auriculaire, branche auriculaire.
- Inglés: great auricular nerve.

Cuando el nervio facial sale del agujero estilomastoideo produce el nervio auricular mayor, que controla los movimientos de músculos que rodean la oreja y una rama al músculo digástrico y al estiloide. Después de salir, de penetrar el parénquima de la glándula parótida, el nervio facial se divide en dos ramas: